# Coleura afra
Coleura afra — є одним з видів мішкокрилих кажанів родини Emballonuridae.

## Поширення
Країни поширення: Ангола, Бенін, Центральноафриканська Республіка, Демократична Республіка Конго, Кот-д'Івуар, Джибуті, Еритрея, Ефіопія, Гана, Гвінея, Гвінея-Бісау, Кенія, Мадагаскар, Мозамбік, Нігерія, Сомалі, Судан, Танзанія, Того, Уганда. Спочиває в добре освітлених печерах, скелястих ущелинах і підвалах будинків. Утворює великі колонії до 1000 тварин.

## Загрози та охорона
Загрози для цього виду не дуже добре зрозумілі. Цей вид зустрічається в деяких охоронних районах.